# Michel Germain (professeur)
Pour les articles homonymes, voir Michel Germain et Germain.
 (mars 2019).
 (octobre 2022).
Michel Germain est un universitaire français, spécialiste des technologies de l'information et de la communication, travaillant sur les enjeux sociétaux et organisationnels des nouvelles technologies. Il a enseigné au Celsa (École des hautes études en sciences de l'information et de la communication) comme Professeur des Universités associé, en même temps qu’il exerçait une activité de conseil dans le cadre du cabinet Arctus, expert depuis 1999 dans la stratégie numérique et les dispositifs intranets collaboratifs, dont il est l'un des directeurs-associés fondateurs.
Observateur et analyste de la société de l’information, il a été le conseiller pour les nouvelles technologies du Ministre du Logement, Christine Boutin en 2008. En 2009, il a accompagné la Délégation aux Usages de l'Internet (DUI), ministère de l’enseignement supérieur et de la recherche, dans la réalisation du Référentiel des métiers de l’Internet. Ce référentiel est accessible sur le Portail des Métiers de l'Internet, site gouvernemental réalisé par la Délégation aux Usages de l'Internet.

## Biographie

### Activités professionnelles
Michel Germain étudie les évolutions du web, exerçant des missions de conseil stratégique comme de déploiement opérationnel de dispositifs internet, intranet, ou extranet. Il réalise des actions de cadrage, d’accompagnement de projet, d’évaluation de dispositif, comme d’approche organisationnelle et de conduite du changement. Il anime des actions de formations pour des organismes réputés (Benchmark Group, Les Échos Formations, etc.), comme pour des entreprises privées ou publiques. Il intervient comme conférencier dans des rencontres et des séminaires professionnels (Solutions Intranet, Benchmark Group, WebCom) en France et au Canada.
Directeur associé d'Arctus, société de conseil créée en 1999, il conseille des entreprises privées ainsi que des institutions et des collectivités locales. Analyste des mentalités et des comportements liés au Web, il s’est spécialisé dans le domaine de la maîtrise d’usage des nouvelles technologies (MUE) et de la transformation numérique. On retrouve ces concepts, centré sur la prise en compte très précise des besoins comme des usages de l'utilisateur final le tout dans un projet hautement stratégique, dans son ouvrage Management des nouvelles technologies et e-Transformation publié en 2006 aux Editions Economica.
Depuis 1998 et la parution de l'ouvrage L'intranet, il met en lumière dans la conduite de tout dispositif web la nécessité d'une approche systémique tout à la fois technologique, organisationnelle et managériale.
De 1974 à 1981, il a assumé des responsabilités opérationnelles au sein d’entreprises internationales (domaine agro-alimentaire, Elf Aquitaine, Crédit Commercial de France, etc.), dans le domaine de la communication institutionnelle, du marketing et de la publicité, de la communication interne. Par la suite, il s’est orienté vers les fonctions de conseil en communication et conduite du changement chez Towers Perrin, cabinet de conseil anglo-saxon, avant une expérience de directeur stratégie de la web-agency américaine Agency.com, à Paris, en 2000.

### Activités d’enseignement
Docteur en Langues et littérature françaises (1991, avec une thèse sur l'œuvre littéraire de Michel Seuphor), Professeur des Universités associé au Celsa (Université Paris-Sorbonne) à Neuilly-sur-Seine, où il a enseigné le management des nouvelles technologies, l’évaluation de dispositifs web (internet, intranet, extranet), les stratégies d'e-Transformation. Il a dispensé ses cours :
- au Celsa (Université Paris-Sorbonne) dans les Masters suivants :  Ressource Humaines et Communication, Médias informatisés et stratégie de communication,Communication des Entreprises et des Institutions, Management des RH et Diagnostic Social ;
- à l’École des Mines d’Alès ;
- à La Sorbonne Abu Dhabi ;
- à l'Université Paris-Dauphine de 2004 à 2008 (Master Technologies de l'internet pour les organisations) ;
- à Paris VIII Vincennes-Saint-Denis (DESS de psychologie du travail et ergonomie cognitive).[réf. nécessaire]+

### Activités associatives
- Président d'honneur du Club de Bretagne
- Membre de l'Académie littéraire de Bretagne et des Pays de la Loire.
- Membre de l'Association bretonne.
- Membre de l'Association des Écrivains Bretons
- Président d'honneur de ClubNet, association des responsables de l’intranet, dont il est l'un des cofondateurs.

## Publications

### Ouvrages professionnels
- Management 3D : e-Manager à l'ère du numérique et d'Internet] (2014), Economica
- Management des nouvelles technologies et e-Transformation 2006), Economica
- Conduite de projet Intranet (2004), Economica
- L’Intranet (publié en 1998, réédité en 2002), Economica

### Ouvrages collectifs
- avec Claude Malaison :
  - L’intégration des 3 Nets : Internet, Intranet, Extranet, Edition au Carré, Montréal (2005)
  - L’Intranet dans tous ses états, IQ Edition, Montréal (2004)
- L’entreprise 2.0, Paris (2008)
- Communiquer sur Internet, Paris (1998), aux Éditions Enjeux-Les Echos

### Autres ouvrages
- Hemingway et les U-Boote (2012), Economica (co-traducteur de l'ouvrage The Hemingway Patrols, de Gerry Mort)
- Belem : Destins croisés (2010), Economica (Prix Histoire 2011 de l'Association des Écrivains Bretons)
- Une banque dans le siècle (1994), Les Editions Textuel (Ouvrage rédigé avec Jean-Pierre Daviet à l'occasion du centenaire du Crédit Commercial de France)